# Cyclophora maderensis
Cyclophora maderensis är en fjärilsart som beskrevs av Bethune-Baker 1891. Cyclophora maderensis ingår i släktet Cyclophora och familjen mätare. Inga underarter finns listade i Catalogue of Life.